# ラウス統監
ラウス統監（ラウスとうかん、英語: Lord Lieutenant of Louth）は、イギリスの官職。統監の1つで、ラウス県を担当する。1831年首席治安判事（アイルランド）法（Custos Rotulorum (Ireland) Act 1831）により、Governor職を置き換える形で設立され、ラウス首席治安判事も兼任する。1922年に建国したアイルランド自由国では統監が任命されなくなったが、法律自体は残り、1983年制定法整理法で正式に廃止された。

## 一覧
- 1831年12月9日 – 1866年12月10日：第7代準男爵サー・パトリック・ベリュー（のち初代ベリュー男爵）[3]
- 1867年1月14日 – 1879年4月17日：ジョン・マクリントック（のち初代ラスドネル男爵）[3]
- 1879年11月13日 – 1898年3月：第11代マッセリーン子爵クロットワーシー・スケッフィントン（英語版）[3]
- 1898年3月14日 – 1911年7月15日：第3代ベリュー男爵チャールズ・ベリュー[3]
- 1911年11月4日 – 1921年6月9日：第4代準男爵サー・アラン・ヘンリー・ベリンガム（英語版）[3]
- 1921年7月22日 – 1922年：第5代準男爵サー・エドワード・ベリンガム（英語版）[3]